# De Vere (Adelsgeschlecht)

Wappen des Adelsgeschlechts De Vere

Das Adelsgeschlecht de Vere stammte ursprünglich aus Ver-sur-Mer in der Normandie und kam mit Wilhelm dem Eroberer im Jahr 1066 nach England. Ihr Stammsitz wurde Hedingham Castle in Essex.
Im Jahr 1142 wurde Aubrey III. de Vere von Kaiserin Matilda zum ersten Earl of Oxford ernannt. Bis zum Tod von Aubrey de Vere, 20. Earl of Oxford 1703 blieb der Titel in der Familie. 
Bekannte Vertreter der Familie sind unter anderem:
- Aubrey I. de Vere, († um 1112), normannischer Adliger, Erbauer von Hedingham Castle
- Aubrey II. de Vere (um 1080–1141), englischer Adeliger
- William de Vere (1120–1198), Lordkanzler und Siegelbewahrer von England, Bischof von Hereford
- Rohese de Vere († 1166), anglonormannische Adlige
- Aubrey de Vere, 2. Earl of Oxford († 1214), englischer Adeliger
- Robert de Vere, 3. Earl of Oxford († 1221), englischer Adeliger
- Robert de Vere († 1250), englischer Kreuzritter
- Hugh de Vere, 4. Earl of Oxford (um 1210–1263), englischer Adeliger
- Hugh de Vere, 1. Baron Vere († um 1319), englischer Adeliger
- John de Vere, 7. Earl of Oxford († 1360), englischer Magnat und Militär
- Thomas de Vere, 8. Earl of Oxford († 1371), englischer Magnat
- Robert de Vere, Duke of Ireland (1362–1392), britischer Adeliger
- John de Vere, 13. Earl of Oxford (1442–1513), britischer Adeliger
- Edward de Vere, 17. Earl of Oxford (1550–1604), britischer Adeliger
- Francis Vere (1560–1609), englischer Heerführer im Achtzigjährigen Krieg
- Horace Vere, 1. Baron Vere (of Tilbury) (1565–1635), englischer Heerführer im Achtzigjährigen Krieg